# Гірський масив Тепе-Оба
Гірський масив Тепе-Оба — ботанічний заказник місцевого значення, розташований на південний захід від міста Феодосія Феодосійської міської ради, АР Крим. Створений відповідно до Постанови ВР АРК № 708-5/07 від 19 грудня 2007 року.

## Загальні відомості
Землекористувачем є Орджонікідзевська сільська рада, на землях Старокримського лісництва, Феодосійського дільничного лісництва, в кварталах 24, 26, 27, 29 — 31, в частинах кварталів 12 — 23, 25, 28. Площа — 1200 гектарів. Розташований на південний захід від міста Феодосія Феодосійської міської ради.
Заказник створений із метою збереження збереження мальовничих та оригінальних ландшафтів із багатим рослинним і тваринним світом..